# Каллизия ладьевидная
Каллизия ладьевидная, или Традесканция ладьевидная (лат. Callisia navicularis) —  вид многолетних вечнозелёных травянистых растений из рода Каллизия. Обладает ярким и образным внешним видом, буквально врезающимся в память. Родина — засушливые области Мексики и Северного Перу. При этом обычно считается, что в Перу растение было занесено значительно позднее. Это стелющееся почвопокровное растение с полегающими и приподнимающимися побегами, укореняющимися на почве.

## Краткое описание

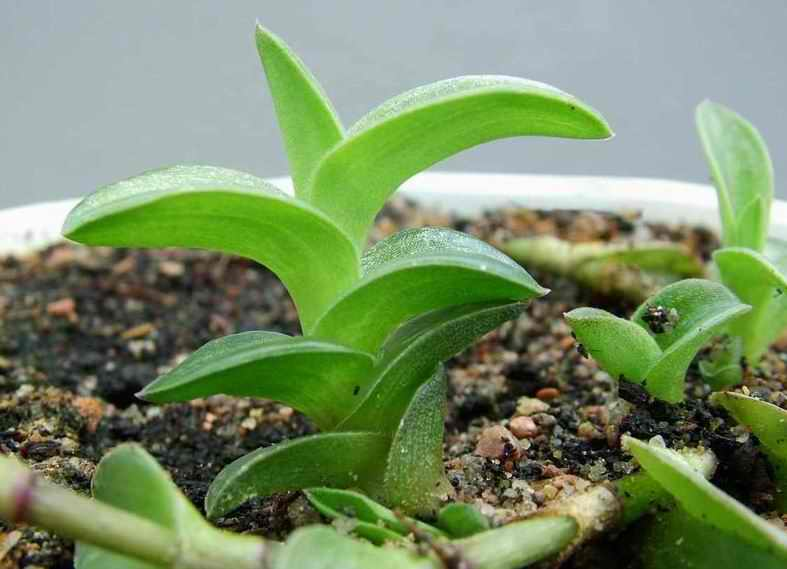
Каллизия ладьевидная, молодой побег

Растения ползучие, стелющиеся с голыми неопушёнными побегами, при правильном содержании — короткими, густыми и очень сжатыми. В природе образует плотные дернины и целые подушки (высотой до 10-15 см) из близко поставленных и легко укореняющихся на почве стеблей.
Листовой суккулент (и отчасти также стеблевой). Листья весьма мясистые, голые, заострённо-яйцевидные, лодочковидные, серовато-зелёные по цвету, но при этом полупрозрачные с верхней стороны, мелкие, плотно посаженные, сидячие, снизу килеватые (как лодочка), при ярком освещении — густо усеянные с нижней стороны мелкими лиловыми точками (защита от избыточной инсоляции), по краю иногда очень мелко реснитчатые. Размер листьев ~ 1-2 см длиной, (в норме, при правильном уходе или в природе — даже меньше), и до 1 см шириной. Соцветие — верхушечное, маленький ложный зонтик. Цветки розовые — до сиреневых.

## Название

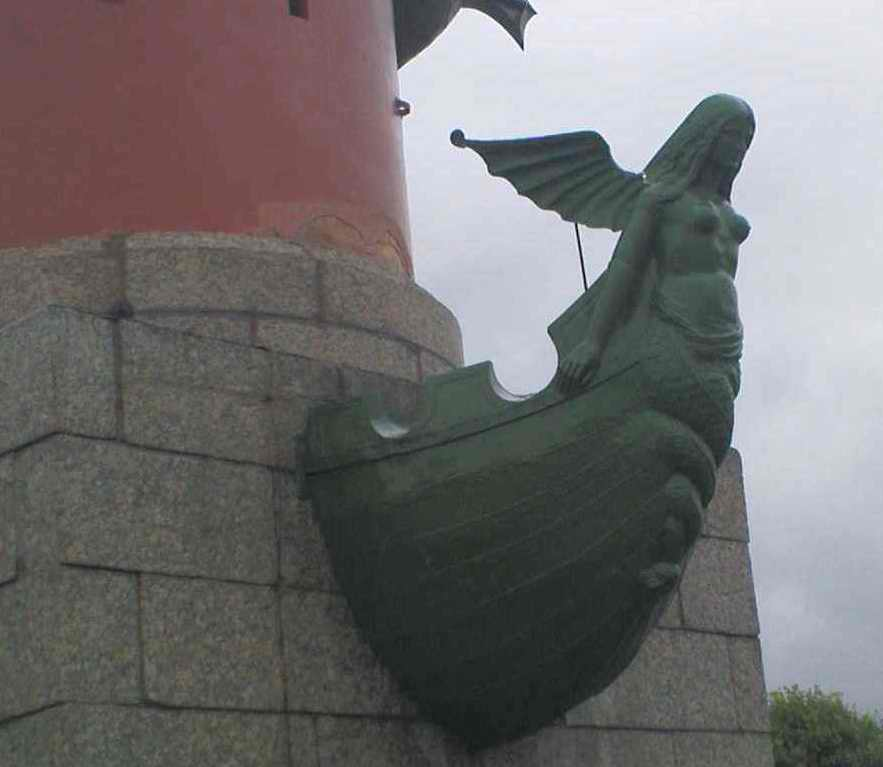
Петербург. «Навикула» на Ростральной колонне

Название вида происходит от латинского слова «navicula» (уменьшительное к «navis», судно), что значит в прямом смысле слова сравнительную степень — не большое судно, а маленькое, ладья, или чёлн — не лодка, а лодочка. Гораздо проще понять это название можно, вспомнив однокоренные слова того же латинского корня, прочно вошедшие в русский язык, например, навигация (судовождение). Слово «навикула» — описывает в качестве яркого образа форму каждого листа этого растения, которые идеально напоминают переднюю часть челна или символически выступающую часть лодки из Ростральных колонн на стрелке Васильевского острова в Петербурге.
Прекрасный природный дизайн и выпуклая образность этого растения дополнительно подтверждается ещё и тем, что, например, немцы это растение называют совершенно иначе, хотя и не менее ярко: в Германии традесканция навикулярис получила названия «цепочечное растение» за свой связный вид, где одна лодочка насаживается на другую практически в геометрически идеальном ряду.

## Растение в культуре
Простое и неприхотливое в культуре растение. Однако, есть и некоторая специфика его выращивания, связанная с условиями его произрастания в природе. В отличие от большинства видов традесканций, этот вид (наряду с Традесканцией силламонтана и Традесканцией толстолистной) является достаточно типичным растением полупустыни — суккулентом и ксерофитом. Это очень оригинальное по внешнему виду, имеющее прекрасный природный «дизайн», высокодекоративное и неприхотливое растение. Может выращиваться как ампельное, ковровое (почвопокровное) или отдельное, в горшках и плошках. Культивируется в комнатах, оранжереях (как тёплых, так и холодных) и в зимних садах, по вкусу. Зимой требует выраженного периода стагнации — сухого, холодного содержания (до +5 градусов), выращивается вместе с кактусами и требует абсолютно аналогичного ухода.
Цветёт от весны до осени — достаточно обильно, при условии соблюдения основных правил выращивания. Растение быстро изнеживается, теряет декоративность и жирует при обильном поливе, слишком тёмном местоположении и переизбытке азотного питания. Этому виду необходим питательный рыхлый субстрат с хорошим дренажем и содержанием крупнозернистого песка и гравия в почве — не менее половины. Умеренный полив в период роста и почти сухое содержание зимой. Минимальная температура в период стагнации +5 градусов. Весной — пересадка, деление куста, отбраковывание и подрезание слишком длинных побегов, чтобы добиться густоты и хорошего формирования дернины. Традесканция ладьевидная — это благодарное, неприхотливое и любимое растение для комнат и оранжерей.
Размножение лёгкое: черенками длиной 3-5 см, которые за несколько дней укореняются в песчаной почве (можно даже в воде, но не рекомендуется), или делением куста при пересадке.